# Futbol'ny Klub Vicebsk
Il Futbol'ny Klub Vicebsk (in lingua bielorussa Футбольны клюб Віцебск) è una società calcistica di Vicebsk, in Bielorussia. Fondata nel 1960, disputa la Vyšejšaja Liha (Вышэйшая ліга), ovvero la massima serie nazionale, e gioca le partite interne nello Stadio Central'ny Sportkompleks (8.300 posti).
Vanta una vittoria nella Coppa di Bielorussia, risalente al 1998, grazie alla quale ha disputato l'ultima edizione della Coppa delle Coppe nel 1998-99. Al tempo la squadra era conosciuta come Ljakamatyŭ-96 Vicebsk.

## Storia
Il club è stato fondato nel 1960 come Krasnoe Znamja Vitebsk (Bandiera rossa di Vitebsk). Hanno iniziato a giocare nella Classe B sovietica (campionato di secondo livello) lo stesso anno, ma dopo tre stagioni si sono relegati al terzo livello. La squadra di Vitebsk trascorse quasi tutte le successive stagioni dell'era sovietica giocando al terzo livello (Soviet Second League), ad eccezione del 1970 e del 1990, quando la squadra cadde al 4º livello. Il club ha subito diverse modifiche al nome. Nel 1963 furono ribattezzati Dvina Vitebsk, prendendo il nome dal fiume locale, il Dvina. Nel 1985, il club è stato ribattezzato Vitjaz Vitebsk e nel 1989 KIM Vitebsk (entrambi i nomi si riferiscono a due società locali).
Nel 1992 KIM è entrato a far parte della Premier League bielorussa. Durante gli anni '90, KIM (successivamente ribattezzato Lokomotiv-96 Vitebsk nel 1996) ottenne i migliori risultati della sua storia: nel 1992-1993 e nel 1994-1995 si era classificato secondo, mentre nel 1993-94 e nel 1997 arrivó terzo. Nel 1998 arrivó anche la Coppa di Bielorussia. Dal 2000 i risultati ed il rendimento del club calarono, ottenendo continue retrocessioni e promozioni, senza mai tornare ad essere una pretendente per il titolo. Nel 2003, hanno abbreviato il loro nome in Lokomotiv Vitebsk e nel 2006 nella versione attuale, FC Vitebsk. Nel nuovo millennio, il miglior risultato è stato il quarto posto del 2018, con 62 punti conquistati (uno in meno della Dinamo Minsk e due dello Šachcër Salihorsk).

## Palmarès

### Competizioni nazionali
- Coppa di Bielorussia: 1

1998
- Peršaja Liha: 1

2003

### Altri piazzamenti
- Campionato bielorusso:

Secondo posto: 1994-1995
Terzo posto: 1992-1993, 1993-1994, 1997
- Coppa di Bielorussia:

Finalista: 2018-2019
Semifinalista: 1992-1993, 2021-2022, 2024-2025
- Peršaja Liha:

Secondo posto: 2005
Terzo posto: 2012, 2013, 2014, 2023

## Statistiche e record

### Statistiche nelle competizioni UEFA
Tabella aggiornata alla fine della stagione 2019-2020.
| Competizione                  | Partecipazioni | G | V | N | P | RF | RS |
| ----------------------------- | -------------- | - | - | - | - | -- | -- |
| Coppa delle Coppe             | 1              | 2 | 0 | 1 | 1 | 2  | 9  |
| Coppa UEFA/UEFA Europa League | 1              | 2 | 0 | 1 | 1 | 1  | 3  |
| Coppa Intertoto               | 1              | 2 | 0 | 1 | 1 | 3  | 4  |

## Organico

### Rosa 2021
Aggiornata al gennaio 2021.
| N. |                        | Ruolo | Calciatore         |
| -- | ---------------------- | ----- | ------------------ |
| 1  | Bielorussia (bandiera) | P     | Dzmitry Hushchanka |
| 2  | Bielorussia (bandiera) | D     | Nikita Kostomarov  |
| 4  | Bielorussia (bandiera) | D     | Artsyom Skitaw     |
| 5  | Brasile (bandiera)     | C     | Wanderson Maranhão |
| 6  | Brasile (bandiera)     | D     | Júlio César        |
| 7  | Ucraina (bandiera)     | C     | Maksym Kalenčuk    |
| 8  | Bielorussia (bandiera) | D     | Yan Mosesov        |
| 9  | Bielorussia (bandiera) | A     | Ruslan Teverov     |
| 10 | Brasile (bandiera)     | C     | Diego Carioca      |
| 11 | Bielorussia (bandiera) | C     | Anton Matsveenka   |
| 13 | Bielorussia (bandiera) | C     | Maksim Drobysh     |
| 14 | Bielorussia (bandiera) | A     | Zakhar Chervyakov  |
| 15 | Bielorussia (bandiera) | C     | Yevgeniy Krasnov   |
| 16 | Bielorussia (bandiera) | P     | Vladislav Samovich |

| N. |                        | Ruolo | Calciatore            |
| -- | ---------------------- | ----- | --------------------- |
| 22 | Bielorussia (bandiera) | A     | Vladislav Fedosov     |
| 23 | Russia (bandiera)      | C     | Ilya Vasilyev         |
| 27 | Bielorussia (bandiera) | C     | Ioann Nemchenok       |
| 34 | Bielorussia (bandiera) | P     | Arcëm Saroka          |
| 55 | Bielorussia (bandiera) | C     | Aleksandr Ksenofontov |
| 98 | Bielorussia (bandiera) | D     | Yan Skibskiy          |
|    | Bielorussia (bandiera) | D     | Vadim Baburchenkov    |
|    | Bielorussia (bandiera) | A     | Vladlen Anikeyev      |
|    | Bielorussia (bandiera) | D     | Andrėj Lebedzeŭ       |
|    | Bielorussia (bandiera) | D     | Aljaksej Januškevič   |
|    | Bielorussia (bandiera) | A     | Aleksandr Bulychev    |
|    | Bielorussia (bandiera) | C     | Andrey Shamruk        |
|    | Bielorussia (bandiera) | C     | Kirill Yermakovich    |